# Andreas Calvos
Andreas Calvos (abril de 1792 – 3 de noviembre de 1869) fue uno de los poetas griegos más importantes, de quien no se tiene ningún retrato. Su educación neoclásica y su psicosíntesis romántica combinan en su poesía lo dramático con lo idílico, los modelos griegos antiguos con la actualidad revolucionaria moderna, la austeridad con el contenido romántico, una conjugación visible incluso en el lenguaje (arcaico a base de elemental) y en la métrica (giro arcaico y compás que muchas veces crea, en el segundo nivel, quince sílabas).

## Biografía
Andreas Calvos nació en la isla de Zacinto (bajo la soberanía de la República de Venecia).
En 1811 escribió su Himno italiano a Napoleón, en Livorno, un poema antibelicista que luego repudió (así es como sabemos de su existencia, ya que el poema en sí no se salvó). También vivió unos meses en Pisa, donde trabajó como secretario; y luego se trasladó a Florencia, centro de la vida intelectual y artística de la época.
En 1812 murió su padre y las finanzas de Calvos se vieron profundamente afectadas. Sin embargo, durante ese año también conoció a Ugo Foscolo, el poeta y estudioso italiano más distinguido de la época y, como Calvos, natural de Zacinto. Foscolo le dio a Calvos un puesto como su copista. Bajo la influencia de Foscolo, Calvos asumió el neoclasicismo, los ideales arcaizantes y el liberalismo político. En 1813 Calvos escribió tres tragedias en italiano: Terámenes, Danaides e Hipias. También completó cuatro monólogos dramáticos, en estilo neoclásico.
A finales de 1813, debido a sus puntos de vista "avanzados", Foscolo se retiró a Zúrich. Calvos seguía estando en Florencia, donde volvió a ser profesor. En 1814 escribió otra oda italiana, titulada A los jonios, expresando su simpatía por la difícil situación de sus compatriotas, y en este período hizo un estudio detenido de las obras de Rousseau. También, al parecer, se embarcó en una historia de amor con una mujer.
En 1816 Calvos rompió su relación y se fue a unirse a Foscolo en Suiza. Ese año también se enteró de que su madre había muerto un año antes, algo que lo entristeció profundamente, como se puede ver en su Oda a la Muerte.
A fines de 1816, los dos poetas viajaron juntos a Gran Bretaña y continuaron en Londres hasta febrero de 1817, cuando, por una razón desconocida, se pelearon y se separaron. Calvos se ganaba la vida dando clases de italiano y griego y traduciendo la liturgia anglicana al italiano y al griego. En 1818 y 1819 dio conferencias sobre la pronunciación del griego antiguo. Compuso y publicó una gramática griega moderna titulada Lecciones de italiano, en cuatro partes y se ocupó de la sintaxis de un diccionario griego-inglés.

## Extracción de los huesos de Calvos
El cadáver de Andreas Calvos y su esposa permanecieron en Inglaterra durante 91 años. A pedido del entonces gobierno griego, que celebró en 1960 como el Año del Becerro, los huesos del poeta nacional fueron trasladados de Londres a Atenas y luego a Zacinto. El embajador en la capital inglesa fue Yorgos Seferis. Un destacamento militar galardonado con honores en el aeropuerto de Ellinikon, el 19 de marzo, día del traslado de los dos féretros, ante una multitud reunida y personalidades del mundo intelectual y político. Con escolta militar, los dos ataúdes de plomo, en los que estaba colocada la bandera griega, fueron conducidos a la iglesia de San Eleuterio.

## Calvos entre puristas y demóticos
Las obras de Calvos recibieron muchas críticas de las dos facciones dominantes de intelectuales de la realidad griega. Los fanariotas por un lado y los jonios por el otro, negaron en sus Odas el derecho a la naturalización en el campo de la poesía griega. Aunque Kalvos nació en Zakynthos y regresó allí después de escribir sus Odas, no puede describirse como un poeta jónico. No pertenece a la escuela que se estableció alrededor de Solomós y, de hecho, ningún erudito de las islas Jónicas lo consideró un poeta jónico. Muchos criticaron el lenguaje utilizado por Calvos, aunque reconocieron su poesía. Lo mismo ocurre con los Phanariotes. A diferencia de los eruditos griegos, la prensa francesa estaba entusiasmada con las obras de Calvos, que lograron convencer a los extranjeros con mucha más facilidad que a sus compatriotas.
En cuanto al idioma, Calvos no tuvo el valor de rechazar la katharévousa o la lengua demótica. La diversidad lingüística de su época se limitó a dos actitudes que contradecían su oda.